# Adelgund
Az Adelgund német eredetű női név, jelentése: nemes + harc.

## Rokon nevek
Adelgunda

## Gyakorisága
Az újszülötteknek adott nevek körében az 1990-es években az Adelgund szórványosan fordult elő. A 2000-es és a 2010-es években sem szerepelt a 100 leggyakrabban adott női név között.
A teljes népességre vonatkozóan az Adelgund sem a 2000-es, sem a 2010-es években nem szerepelt a 100 leggyakrabban viselt női név között.

## Névnapok
január 30.